# Сагателян, Марк Геворкович
Марк Геворкович Сагателян (арм. Մարկ Սաղաթելյան; 1 сентября 1971, Ереван — 31 июля 2013, там же) — армянский шоумен, телеведущий, ведущий массовых мероприятий, актёр, член команды КВН ЕрМИ.

## Биография
Родился 1 сентября 1971 года. В 1988 году окончил среднюю школу № 25 имени Мравяна и поступил в Ереванский медицинский институт. Будучи студентом, вошёл в состав одной из самых известных команд Клуба Весёлых и Находчивых ЕрМИ, став двукратным чемпионом КВН (1992, 1994). Вместе с другими участниками команды основал компанию «Шарм холдинг».
В КВН выступал с пародиями на Михаила Горбачёва, Бориса Ельцина, Эдуарда Шеварднадзе, Людмилу Зыкину, Эдиту Пьеху и Урмаса Отта.
Вёл авторские передачи на армянском телевидении и был постоянным ведущим национальной премии в области армянского шоу-бизнеса «ТАШИР». Снимался в кино.
В июне 2012 года Сагателян вместе с продюсером армянского певца Тата Симоняна — Григором Назаряном, попал в ДТП и был госпитализирован в тяжёлом состоянии. По сообщению врачей, он получил скелетные травмы, связанные с переломами шейных и грудных позвонков, а также переломы тазовых костей. После операции в Германии его состояние улучшилось.
В июле 2013 года Сагателян собирался вылететь в Германию для продолжения лечения, однако из-за ухудшения состояния здоровья отъезд был отложен. 30 июля 2013 года, в 12:50 Сагателяна в крайне тяжёлом состоянии доставили в медицинский центр «Наири». Позднее вечером врачи приняли решение ввести пациента в состояние искусственной комы. Томография выявила кровоизлияние в мозг, которое стало следствием острого лейкоза. 31 июля 2013 года Марк Сагателян скончался в больнице в возрасте 41 года.

## Фильмография
- 1996 — «Наш двор»
- 1998 — «Наш двор 2»
- 2000 — «Банда»
- 2005 — «Наш двор 3»
- 2013 — «Ход конём»